# Oikodomik
|  | Dieser Artikel wurde aufgrund von akuten inhaltlichen oder formalen Mängeln auf der Qualitätssicherungsseite des Portals Christentum eingetragen. Bitte hilf mit, die Mängel dieses Artikels zu beseitigen, und beteilige dich bitte an der Diskussion. |

Die Oikodomik oder die Lehre vom Gemeindeaufbau ist ein Teilgebiet der Praktischen Theologie und befasst sich mit der Entstehung, Bildung und Veränderung von christlichen Gemeinschaften und Kirchen in ihren vielfältigen Formen, in verschiedenen Kulturen und seit der Gründung der Kirche nach dem Tod und der Auferstehung von Jesus Christus. Obwohl Menschen am Gemeindeaufbau beteiligt sind, geht doch die Initiative von Gott aus und der Heilige Geist bewirkt Glauben, inneren Zusammenhalt und Wachstum der Kirche.

## Wortherkunft
Das Wort Oikodomik kommt vom altgriechischen οἰκοδομή, zu deutsch wörtlich Hausbau. Im Neuen Testament wird der Begriff im Bezug auf die Gemeinde benutzt und klassisch meist mit Erbauung, Bau und Bauwerk übersetzt (1 Kor 3,9 , Eph 2,19–22  und 1 Petr 2,5 ). Heute ist mit Erbauung meist die innerliche Erbauung des Menschen bzw. des Gläubigen gemeint. Stattdessen wird bzgl. der Erbauung von Gemeinde von „Gemeindeaufbau“ gesprochen. Diese Bezeichnung ist zudem abzugrenzen von der Bezeichnung Kirchenbau. Während Gemeindeaufbau bzw. Gemeindebau den Bau / das Bauen (Bauen im übertragenen Sinne) von Gemeinde bzw. von Kirche als Gemeinschaft meint, geht es bei der Bezeichnung „Kirchenbau“ um das Bauen (Bauen im Sinne des Bauwesens) von Kirchen als Gebäude.
Der Begriff des Gemeindeaufbaus kam in die deutsche theologische Diskussion durch ein Buch des evangelischen Missionars Bruno Gutmann (1876–1966) mit dem Titel Gemeindeaufbau aus dem Evangelium, das 1925 veröffentlicht wurde. Im Rahmen des Leipziger Missionswerk hatte er in Tansania Gemeindeaufbau betrieben, indem er versuchte die Gemeindeglieder in verschiedenen sozialen Gruppen in der Gemeinde zu verwurzeln.
Im englischsprachigen Raum gilt der in Indien aufgewachsene Missiologe Donald McGavran (1897–1990) als Vordenker der Gemeindeaufbau- und Gemeindewachstumsbewegung (englisch: „Church Growth Movement“). 1955 erschien sein Buch The Bridges of God (deutsch: Die Brücken Gottes). 1961 gründete er das Institute of Church Growth (deutsch: Institut für Gemeindewachstum) am Northwest Christian College in Eugene in Oregon, das 1965 an das Fuller Theological Seminary in Pasadena in Kalifornien verlegt wurde. 1970 erschien sein Hauptwerk „Understanding Church Growth“ (deutsch: Gemeindewachstum verstehen).

## Geschichte
Das Christentum gehört durch den Missionsbefehl Jesu, wie er in Mt 28,16–20  überliefert ist, seit Beginn zu den missionierenden und gemeindebildenden Religionen. Bereits für Jesus selber spielte der regelmäßige Besuch der Synagoge (Lk 4,16 ) und das Leben in einer verbindlichen Gemeinschaft, dem Jüngerkreis, eine zentrale Rolle. Gemäß Mt 16,13–20  wies er seinem Jünger Simon Petrus einen wichtigen Platz in dieser Aufgabe zu. In den von den Aposteln gegründeten frühen christlichen Gemeinden, deren Entstehung, Wachstum, Konflikte und Zusammenleben vor allem in der Apostelgeschichte und den Episteln beschrieben und thematisiert wurden, wurde Kirche erstmals umgesetzt. Diese frühen Gemeinden waren zunächst sehr klein, relativ unabhängig und von starker Ausstrahlungskraft, so dass sich der christliche Glaube in den ersten Jahrhunderten im Mittelmeerraum ausbreitete. Frauen und Sklaven trugen durch tätige Liebe und Hilfe für Kinder, Arme und Kranke viel zur Glaubensausbreitung, Gemeindegründung und zum Gemeindeaufbau bei. Als Idealbild der frühen Gemeinde könnte Apostelgeschichte 2,42-47 verstanden werden:
„Sie blieben aber beständig in der Lehre der Apostel und in der Gemeinschaft und im Brotbrechen und im Gebet. ... Alle aber, die gläubig geworden waren, waren beieinander und hatten alle Dinge gemeinsam. Sie verkauften Güter und Habe und teilten sie aus unter alle, je nachdem es einer nötig hatte. Und sie waren täglich einmütig beieinander im Tempel und brachen das Brot hier und dort in den Häusern, hielten die Mahlzeiten mit Freude und lauterem Herzen und lobten Gott und fanden Wohlwollen beim ganzen Volk. Der Herr aber fügte täglich zur Gemeinde hinzu, die gerettet wurden.“
Diese grundlegende Beschreibung wurde später oft mit den Begriffen Gottesdienst (Leiturgia), Zeugnis (Martyria), Gemeinschaft (Koinonia) und Diakonie (Diakonia) definiert und auch als zentrale Themen und Aufgaben der Kirche verstanden und ausgeübt. Mit der konstantinischen Wende veränderte sich die Situation der christlichen Gemeinden von der unterdrückten Minderheitenreligion zur zunächst privilegierten und dann sogar Staatsreligion. Dies hatte einerseits einen großen Zustrom neuer Gemeindeglieder zur Folge, andererseits waren viele dieser neuen Mitglieder naturgemäß weniger motiviert als diejenigen, die sich auch zu Zeiten der Diskriminierung zur Gemeinde hielten, so dass das Gemeindewachstum in dieser Zeit eher mit einer gewissen Verwässerung und Aufweichung der frühchristlichen Radikalität, Überzeugungskraft und Idealismus einherging.
In der Reformationszeit setzten Martin Luther und die anderen Reformatoren der von der priesterlichen Mittlerfunktion bestimmten Kirchenstruktur das Konzept vom Priestertum aller Gläubigen entgegen. Es besagt, dass jeder getaufte Christ dem anderen zum Mittler der Gnade Gottes werden kann und soll. Ein Konzept, das einerseits die starke Priesterzentrierung durch Mündigkeit und Eigenverantwortung der Gemeindeglieder ablöst, andererseits aber auch einer von den Reformatoren nicht beabsichtigten Individualisierung des Glaubens Vorschub leistete.
Der Pietismus des 17. und 18. Jahrhunderts war eine Laienbewegung, der eine persönliche, gefühlsmäßige Frömmigkeit wichtig war. Die Bildung von Haus-, Bibel- und Gebetskreisen und der daraus erwachsende missionarische und soziale Impetus kann als eine der ersten Formen eines Gemeindeaufbaus im modernen Sinne gesehen werden. Der in Utrecht lehrende niederländische reformierte Theologieprofessor Gisbert Voetius (1589–1676) schuf 1642 mit seiner „de theologia practica“ einen ersten konkreten Entwurf, wie neue Gemeinden gegründet, aufgebaut und geführt werden können.
Die etwa zeitgleich mit dem Pietismus stattfindende Aufklärung ging einher mit einer ersten starken Tendenz zur Säkularisierung. Friedrich Schleiermacher suchte dem zu entgegnen, indem er sich in seinen „Reden über die Religion“ an die „Gebildeten unter ihren Verächtern“ richtete.
Eine Säkularisierung anderer Art fand statt zur Zeit der Industrialisierung im 19. Jahrhundert. Insbesondere in Großstädten mit großen Arbeitervierteln hatten Pfarrer z. T. 10.000 und mehr Gemeindeglieder zu versorgen. Da unter solchen Umständen echte Gemeindearbeit nicht mehr möglich war, führte dies fast zwangsläufig zu einer starken Kirchendistanzierung vieler dieser Gemeindeglieder. Während die in dieser Situation drängenden sozialen Probleme zur Entstehung der Inneren Mission führten, wuchs auch das Bewusstsein für die Notwendigkeit einer anderen Art von Gemeindearbeit.
So ist vor allem unter Anglikanern in England seit etwa 1990 die Überzeugung gewachsen, dass Kirche vielmehr zu den Menschen gehen und nicht die säkularisierten Menschen in die Kirche kommen müssen. Mit Fresh expressions sind neue Formen von Kirchgemeinden entstanden, die sich in den unterschiedlichen Subkulturen und Lebenswelten interessierter Gruppen und Personen gebildet haben und sich auch dort immer wieder treffen. Zugehörigkeit und christliche Gemeinschaft entstehen durch Kontakt, Interaktion, Commitment und Konsequenzen, nicht durch Zustimmung zu Dogmen. Diese Einsichten gewinnen auch im deutschsprachigen Raum an Anhänger und Nachahmer aus unterschiedlichen christlichen Konfessionen.

## Konzepte
Der deutsche evangelische Theologe Christian Möller trennt zwischen missionarischem und volkskirchlichem Gemeindeaufbau. Der missionarische Gemeindeaufbau versucht mit neuen Modellen Menschen für die Gemeinde zu gewinnen, während der volkskirchliche Gemeindeaufbau Menschen (wieder) neu für die Volkskirche gewinnen möchte.
- Fritz und Christian A. Schwarz entwickelten bereits in den 80er Jahren unter dem Titel „Überschaubare Gemeinde“ ein Konzept zum missionarischen Gemeindeaufbau innerhalb der Volkskirche.
- Unter der Bezeichnung „Natürliche Gemeindeentwicklung“ haben Christian A. Schwarz und Christoph Schalk ein Konzept entwickelt, das auf der Grundlage des Gemeindeprofils anhand von acht „Qualitätsmerkmalen“ den schwächsten Punkt in der Gemeindearbeit sucht und daran arbeitet.
- Das von Bob Hopkins entwickelte und in der Anglikanischen Kirche erprobte Konzept „Gemeinde pflanzen“ setzt auf kleinere Gemeinde-Einheiten und -Neugründungen innerhalb volkskirchlicher Strukturen.
- Eine kleine evangelische Gemeinde in South Barrington, einem Vorort von Chicago, wuchs unter ihrem Pastor Bill Hybels zu einer Megachurch mit über 20.000 Gottesdienstbesuchern heran. Im Mittelpunkt seiner Arbeit steht der Gottesdienst für „Suchende“, durch den Willow Creek auch kirchendistanzierte Menschen erreicht. Mittels Studienreisen und Leitungskongressen werden diese Ideen weitervermittelt und Führungskräfte und Kirchenverantwortliche weltweit geschult[9]